# Charge militaire
 (janvier 2019).
Si vous disposez d'ouvrages ou d'articles de référence ou si vous connaissez des sites web de qualité traitant du thème abordé ici, merci de compléter l'article en donnant les références utiles à sa vérifiabilité et en les liant à la section « Notes et références ».

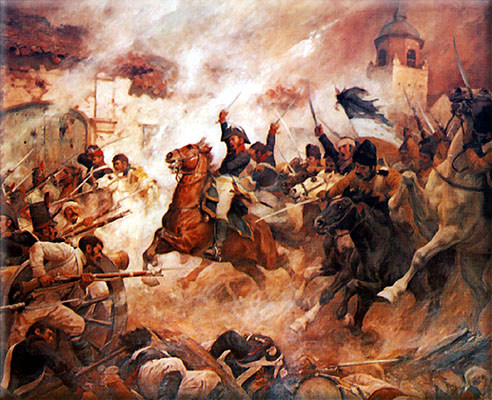
Le général Bernardo O'Higgins chargeant à la tête de la cavalerie chilienne lors de la bataille de Rancagua.

Une charge militaire est une manœuvre consistant en une attaque frontale et massive effectuée à l'aide d'infanterie ou de cavalerie.
L'objectif d'une charge frontale est d'entrer en contact avec l'ennemi et de le désorganiser, soit par le mouvement, soit par le feu (ou le tir de projectiles avant l’invention des armes à feu) ; la charge rapide limite le temps d'exposition aux projectiles adverses et permet de déstabiliser l'adversaire grâce à l’énergie cinétique emmagasinée. La charge lente permet de garder une plus grande cohésion à la troupe attaquante.
La charge fut largement employée par les phalanges macédoniennes, la vitesse apportant une puissance de pénétration destructrice aux sarisses dont étaient équipées ces hommes. Elle fut aussi largement utilisé par les peuples de langue iranienne, principalement les Parthes et les Perses Sassanides, par le biais de la cavalerie lourde : les cataphractaires. Au Moyen Âge, ce fut au tour des chevaliers européens. Puis, au XVIIIe siècle, ce fut l'infanterie de ligne qui perpétua cette manœuvre en chargeant à la baïonnette après un bref échange de coups de feu. L'usage de la charge frontale d’infanterie se perpétua même dans les guerres modernes : ce fut la manœuvre offensive la plus utilisée lors de la guerre des tranchées et elle fut employée au cours de certaines batailles de la Seconde Guerre mondiale notamment par l'Armée rouge et l'armée japonaise.